# Павленко, Александр Николаевич
Александр Николаевич Павленко (род. 30 ноября 1959, Возжаевка, Амурская область) — российский физик, специалист в области гидродинамики и процессов тепломассопереноса в двухфазных потоках, нестационарного теплообмена при фазовых превращениях, член-корреспондент РАН (2008).

## Биография
Родился 30 ноября 1959 года в посёлке Возжаевка Амурской области.
В 1981 году — окончил физический факультет Новосибирского государственного университета и был распределен на стажировку в Институт теплофизики имени С. С. Кутателадзе СО РАН, где свою научную деятельность начал в лаборатории теплообмена при фазовых превращениях, под руководством академика С. С. Кутателадзе, в настоящее время — заведующий лаборатории низкотемпературной теплофизики (с 1996 года).
В 1990 году — защитил кандидатскую диссертацию, тема: «Кризис теплоотдачи при нестационарном тепловыделении и динамика смены режимов кипения в большом объёме криогенной жидкости».
В 2001 году — защитил докторскую диссертацию, тема: «Переходные процессы при кипении и испарении».
В 2008 году — избран членом-корреспондентом РАН.
В 2017 году — выдвигался на пост директора института.

## Научная деятельность
Специалист в области гидродинамики и процессов тепломассопереноса в двухфазных потоках, нестационарного теплообмена при фазовых превращениях.
Основные научные результаты:
- развитие теории кризисов и переходных процессов при кипении, описание течения и распада плёнок жидкости при интенсивном испарении и кипении;
- выполнение моделирования гидродинамических и массообменных процессов в криогенных насадочных колоннах и разработаны методы повышения эффективности разделения смесей;
- исследование способов интенсификации теплообмена в компактных пластинчато-ребристых теплообменниках.

Под его руководством и участием в Институте теплофизики СО РАН создан ряд крупных экспериментальных стендов, в том числе крупномасштабная колонна для проведения исследований гидродинамики и массообмена в сложных канальных системах.
Автор 325 научных работ, из них 2 монографий.
Под его руководством защищены 5 кандидатских диссертаций.

### Научно-организационная деятельность
- член Национального комитета по тепло- и массообмену;
- член Учёного совета ИТ СО РАН;
- член редакционных советов международной энциклопедии «Thermopedia», журналов «Тепловые процессы в технике» и «Journal of Engineering Thermophysics».

- Павленко А. Н., Суртаев А. С., Мацех А. М. Переходные процессы в стекающих плёнках жидкости при нестационарном тепловыделении // Теплофизика Высоких Температур, Т. 45, № 6, 2007, С. 1-12.
- Starodubseva I. P., Pavlenko A. N. Features of development dynamics and the thermal stability of the dry spots in falling liquid films // Journal of Engineering Physics and Thermophysics, Vol. 80, No. 6, 2007, P. 138—144.
- Pavlenko A. N., Chekhovich V. Yu. Interconnection between dynamics of liquid boiling-up and heat transfer crisis for nonstationary heat release // Journal of Engineering Thermophysics, Vol.16, № 3, 2007, P. 175 −187.
- Lel V. V., Kellerman A., Dietze G., Kneer R., Pavlenko A. N. Investigations of the marangoni effect on the regular structures in heated wavy liquid films // Experiments in Fluids, Vol. 44 , No. 2 , 2008, P.341- 354.
- Pavlenko A. N., Pecherkin N.I., Chekhovich V. Yu., Volodin O. A. Hydrodynamics in falling liquid films on surfaces with complex geometry // Microgravity Sci. Technology, 2009, Vol. 21, Suppl. Issue 1, P. 207—213.
- Pavlenko A. N, Surtaev A. S. Development of crisis phenomena in falling wavy liquids films at nonstationary heat release // Microgravity Sci. Technology, 2010, Vol. 22, Issue 2, 10 P.
- Павленко А. Н., Печеркин Н. И., Чехович В. Ю. и др. Развитие неравномерности распределения состава смеси в структурированной насадке дистилляционной колонны // ТОХТ, Т. 44, № 3, 2010, С. 1- 14.

## Награды
- Премия академика С. С. Кутателадзе (Президиум СО РАН, 1998)
- Почётная грамота и благодарность Президента РАН (1999, 2007)
- Почётная грамота Президиума СО РАН (2009)
- Почётная грамота мэрии Новосибирска (2009)
- Диплом Лауреата как лучшему руководителю научного подразделения ИТ СО РАН (1998)
- Памятный знак мэрии Новосибирска «За труд на благо города» (2013)